# Gorsem
Gorsem is een dorp in de Belgische provincie Limburg en een deelgemeente van Sint-Truiden, het was een zelfstandige gemeente tot aan de gemeentelijke herindeling van 1971.
Gorsem is een Haspengouws straatdorp op 3 kilometer ten noordwesten van Sint-Truiden gelegen. Er is vooral fruitteelt. Sinds 1964 is er een opzoekingscentrum voor de fruitteelt met klimatologisch station en modelboomgaarden gevestigd.

## Geschiedenis
Gorsem werd voor het eerst vermeld in 1064 als Grusmithis. Op oude grafstenen in het kerkhof wordt de naam als "Gorsum" gespeld. Gorsem was een heerlijkheid van het graafschap Loon dat in 1366 opging in het prinsbisdom Luik. Vanaf 1540 maakte Gorsem samen met het gehucht Schelfheide deel uit van het graafschap Duras.
In 1795 bij het ontstaan van de gemeenten werd Gorsem een zelfstandige gemeente. Ook Schelfheide, een exclave van Gorsem gescheiden door het Sint-Truidense gehucht Metsteren en die een inham vormde tussen Nieuwerkerken, Rummen en Binderveld ging deel uitmaken van Gorsem. Gorsem bleef lange tijd een landbouwdorp. In 1954 werd Schelfheide afgestaan aan Nieuwerkerken waardoor Gorsem ruim de helft van zijn oppervlakte en van zijn inwoners verloor. In 1971 werd de gemeente Gorsem opgeheven en werd het bij de gemeente Duras gevoegd. In 1977 verloor ook Duras zijn zelfstandigheid en werd Gorsem een deelgemeente van Sint-Truiden.

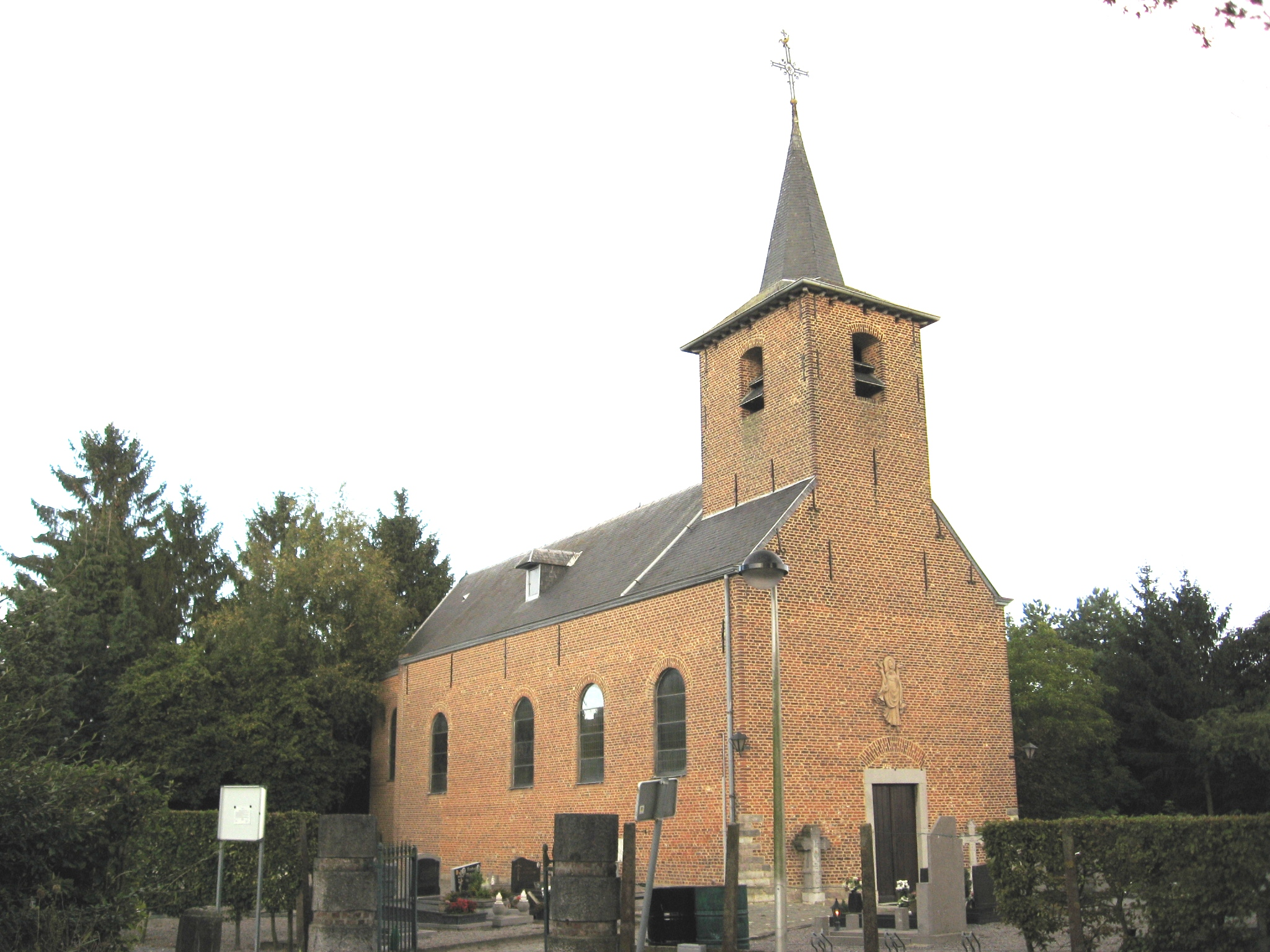
Onze-Lieve-Vrouw Tenhemelopnemingskerk

## Bezienswaardigheden
- De classicistische Onze-Lieve-Vrouw-Tenhemelopnemingskerk uit het einde van de 18e eeuw
- De Schaliewinning, een gesloten hoeve uit 1654, aan Gorsem-Dorp 2.
- Het Poorthuis, aan Gorsem-Dorp 56. Een restant van een schans. Het verloop van de grachten is nog zichtbaar.
- De Grevensmolen, een watermolen op de Molenbeek.

## Natuur en landschap
Gorsem ligt in Vochtig-Haspengouw, onmiddellijk ten noordwesten van de kom van Sint-Truiden. Het dorp sluit aan bij het bosrijke Kasteeldomein van Duras in het westen. Gorsem ligt in de vallei van de Molenbeek. De hoogte bedraagt 40 à 45 meter.

## Demografische ontwikkeling
- Bronnen: NIS en www.limburg.be - Opm:1831 t/m 1970=volkstellingen
- 1954:het gehucht Schelfheide werd afgestaan aan Nieuwerkerken

## Nabijgelegen kernen
Guvelingen, Metsteren, Runkelen, Duras
Deelgemeenten: Aalst · Brustem · Duras · Engelmanshoven · Gelinden · Gorsem · Groot-Gelmen · Halmaal · Kerkom-bij-Sint-Truiden · Ordingen · Runkelen · Sint-Truiden · Velm · Wilderen · Zepperen

Overige kernen: Bevingen · Kortenbos · Melveren · Metsteren · Senselberg

Belgische gemeenten · Arrondissement Hasselt · Limburg · Vlaanderen